# Калениково
Калениково (укр. Каленикове), село, 
Резуненковский сельский совет,
Коломакский район,
Харьковская область.
Код КОАТУУ — 6323280606. Население по переписи 2001 года составляет 52 (23/29 м/ж) человека.

## Географическое положение
Село Калениково находится на левом берегу реки Коломак в месте впадения в неё безымянной речушки.
Выше по течению примыкает село Явтуховка, ниже по течению на расстоянии в 2 км расположено село Чутово (Полтавская область), на противоположном берегу — село Нижние Ровни (Полтавская область).
Через село проходит автомобильная дорога E 40 (М-03).

## История
- 1775 — дата основания.

## Экономика
- Свинотоварная ферма.